# Chevrolet Colorado
Chevrolet Colorado – samochód osobowy typu pickup klasy średniej produkowany pod amerykańską marką Chevrolet od 2003 roku. Od 2023 roku produkowana jest trzecia generacja modelu.

## Pierwsza generacja

### Wersja północnoamerykańska

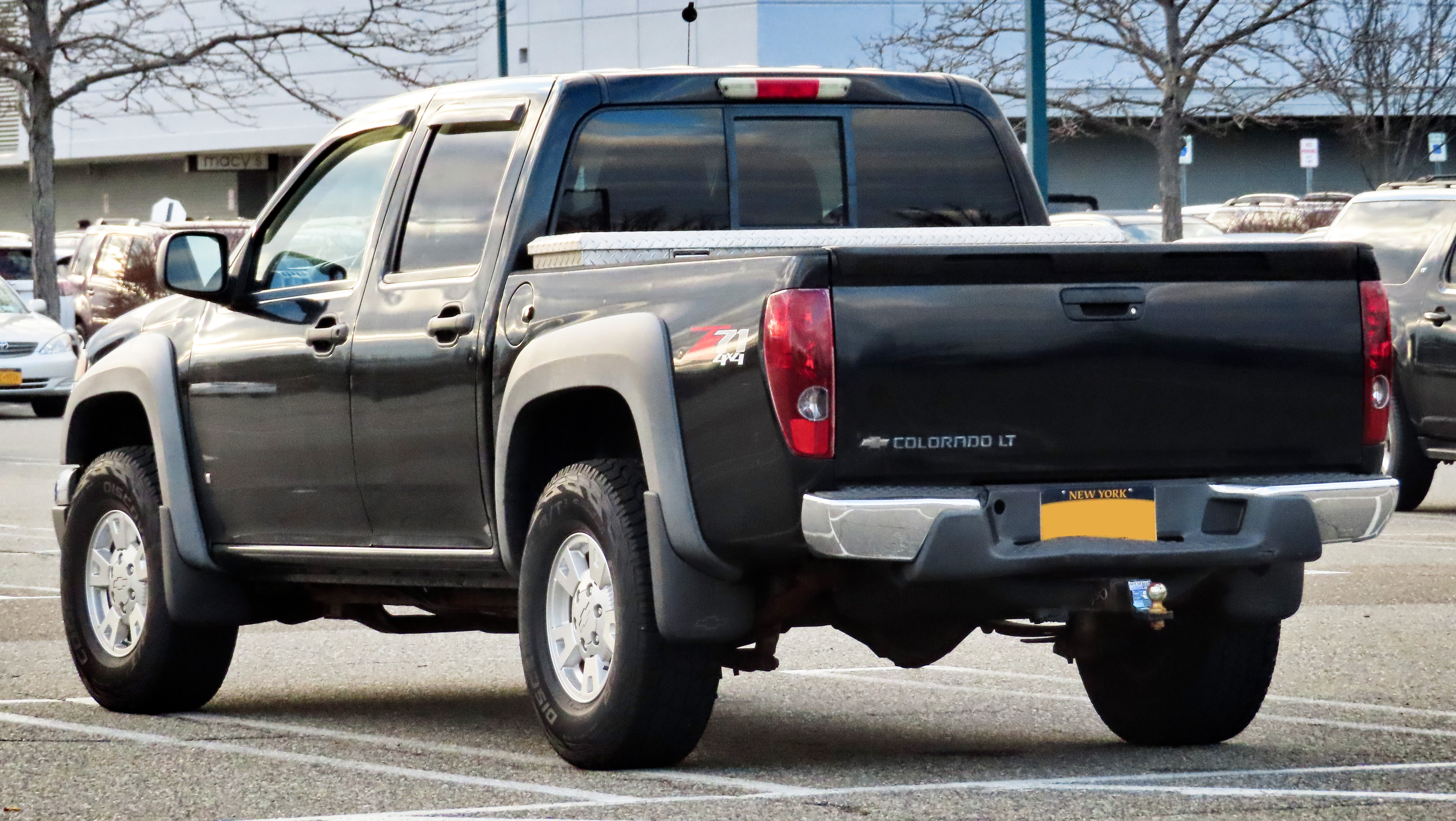
Chevrolet Colorado I - tył

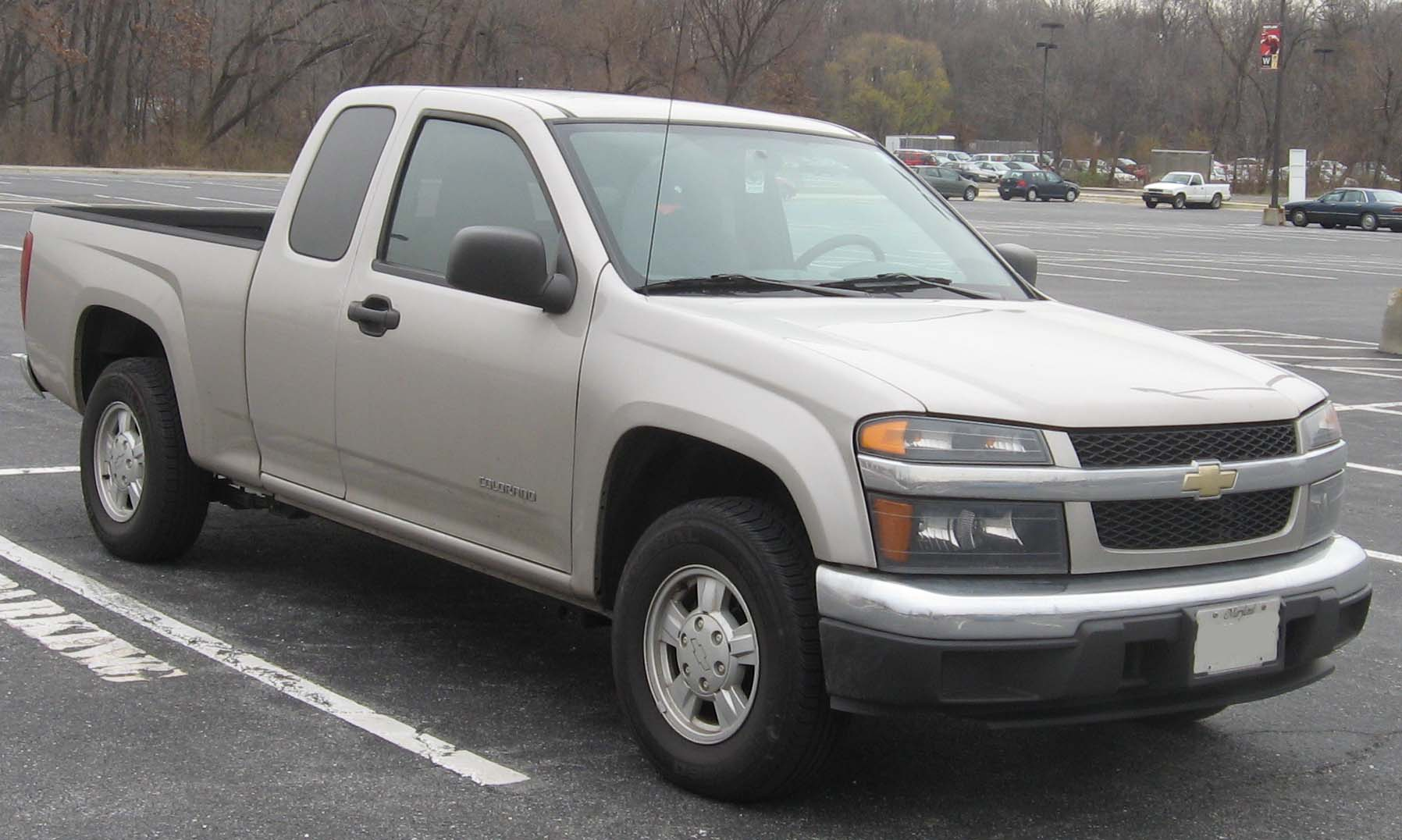
Chevrolet Colorado I Regular Cab

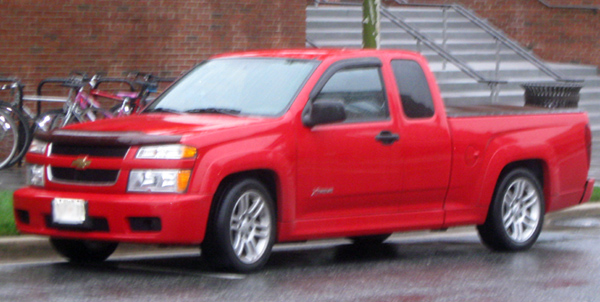
Chevrolet Colorado Xtreme

Chevrolet Colorado I został zaprezentowany po raz pierwszy w 2003 roku.
Model Colorado pojawił się w północnoamerykańskiej ofercie Chevroleta jako nowy średniej wielkości pickup zastępujący przestarzałą wówczas linię S-10. Samochód powstał we współpracy z Isuzu, dzieląc podzespoły techniczne i zyskując podobną bryłę nadwozia co globalny model D-Max.
Charakterystyczną cechą modelu stały się podwójne, podłużne reflektory przedzielone na pół dużą, szeroką i kolorową poprzeczką obejmującą cały pas przedni. Chevrolet Colorado pierwszej generacji dostępny był zarówno w krótszym wariancie Regular Cab, jak i przedłużonym, 4-miejscowym Extended Cab.

### Colorado Xtreme
W 2005 roku oferta Colorado pierwszej generacji została poszerzona przez topową, sportową odmianę Colorado Xtreme. Pod kątem wizualnym odróżniała się ona obniżonym, utwardzonym zawieszeniem, niskoprofilowanym ogumieniem Goodyear Eagle RS-A, innymi zderzakami i dodatkowymi nakładkami na progi. Jednostka napędowa o pojeności 3,5-litra rozwijała 200 KM.

### Silniki
| Lata montażu | Silnik       | Moc maksymalna  | Maks. moment obrotowy |
| ------------ | ------------ | --------------- | --------------------- |
| 2004–2006    | LK5 R4 2,8 l | 177 KM (130 kW) | 251 Nm                |
| 2007–2012    | LLV R4 2,9 l | 188 KM (138 kW) | 258 Nm                |
| 2004–2006    | L52 R5 3,5 l | 223 KM (164 kW) | 305 Nm                |
| 2007–2012    | LLR R5 3,7 l | 245 KM (164 kW) | 328 Nm                |
| 2009–2012    | LH8 V8 5,3 l | 304 KM (224 kW) | 434 Nm                |

### Wersja tajlandzka

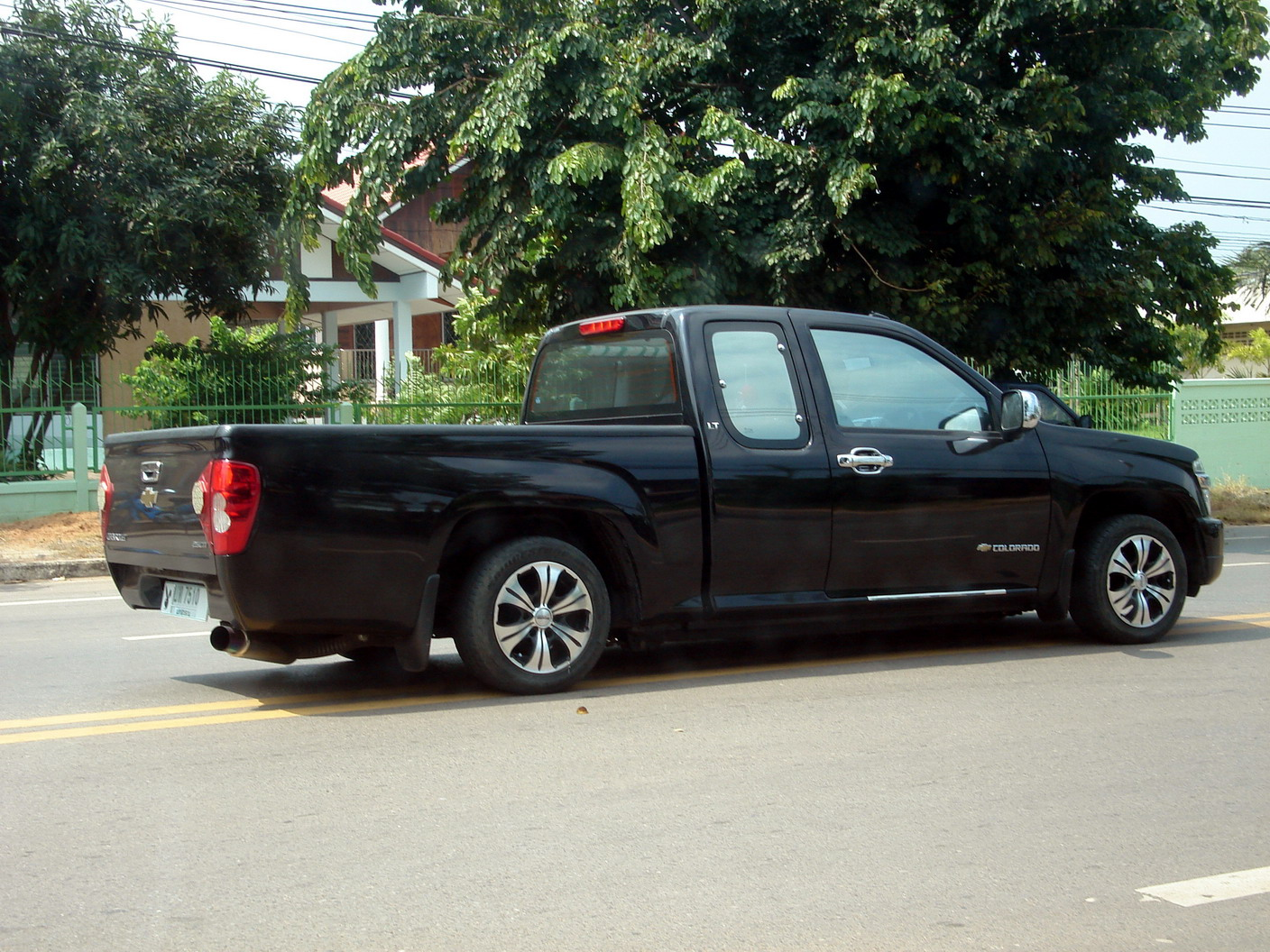
Chevrolet Colorado I - tył

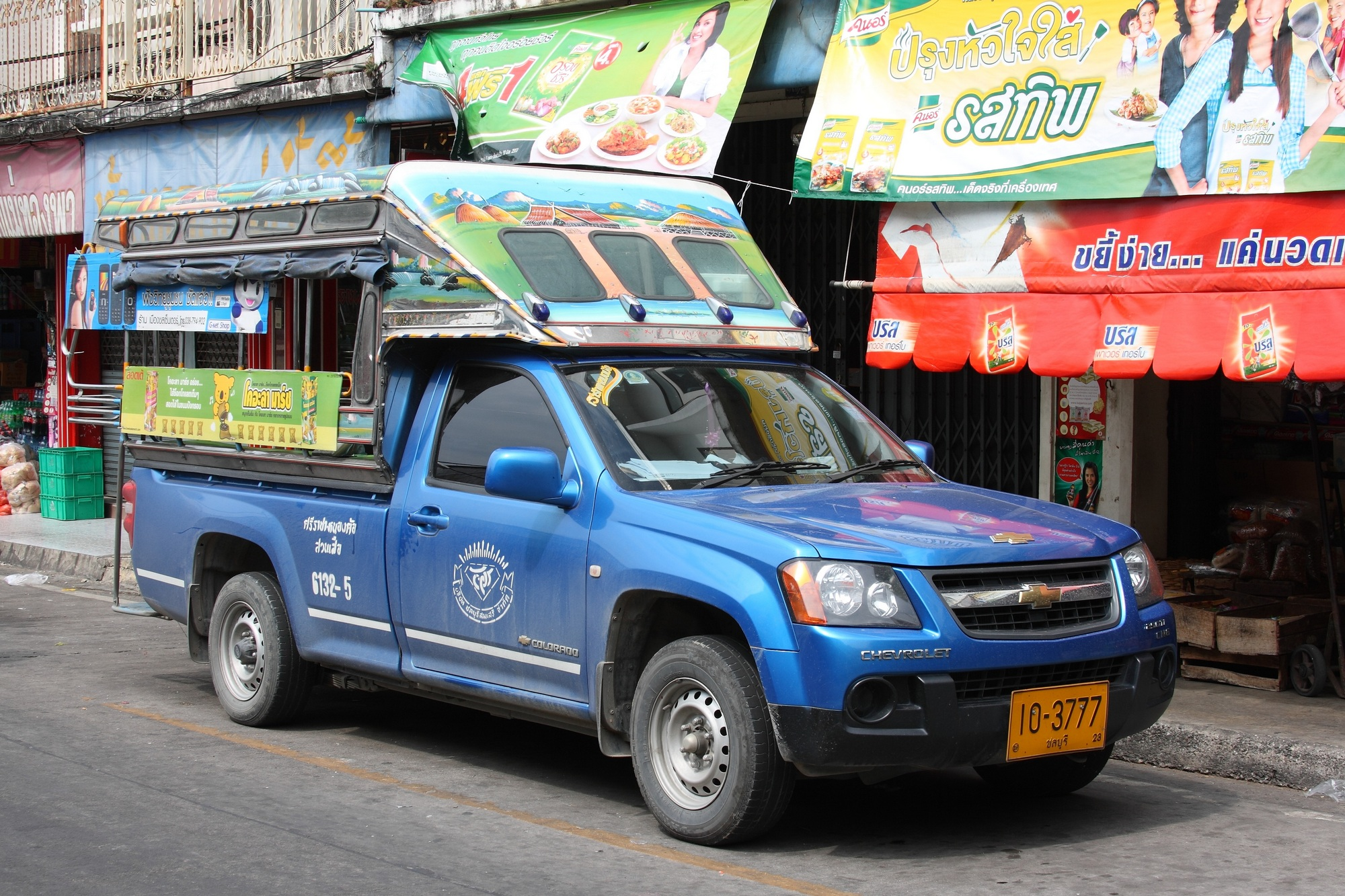
Chevrolet Colorado I po liftingu

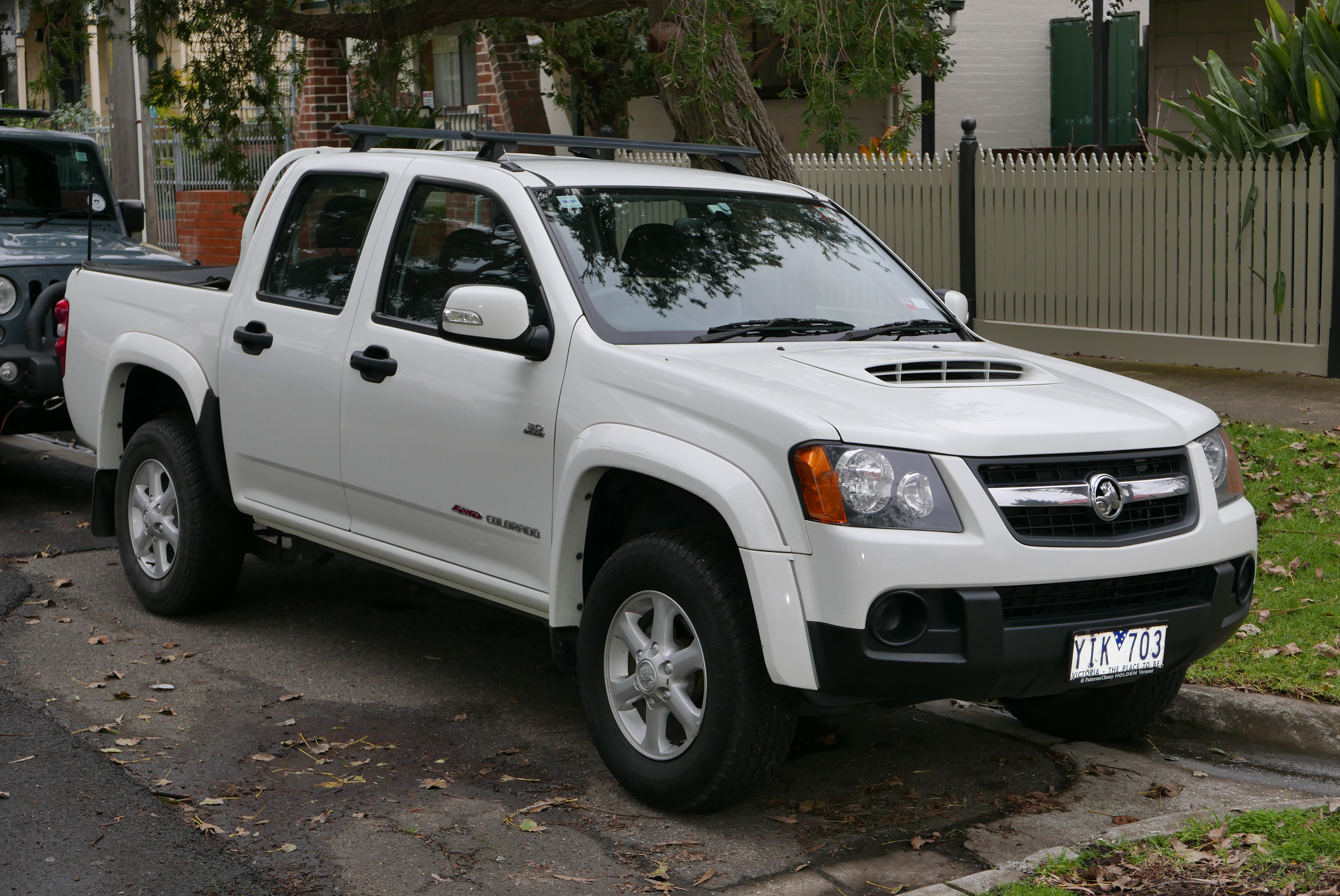
australijski Holden Colorado I

Chevrolet Colorado I został zaprezentowany po raz pierwszy w 2004 roku.
Niezależnie od wersji północnoamerykańskiej, na rynku tajlandzkim General Motors uruchomiło produkcję bliźniaczej wersji produkowanego równolegle modelu Isuzu D-Max również noszącej nazwę Chevrolet Colorado. Pomimo podobnego wyglądu przedniej części nadwozia z podwójnymi reflektorami przedzielonymi poprzeczką z logo producenta, tajlandzkie Colorado miało inne wymiary i inną gamę jednostek napędowych.

### Lifting
W 2007 roku tajlandzki Chevrolet Colorado przeszedł obszerną restylizację nadwozia, zyskując unikalny wygląd pasa przedniego odróżniający go od modelu produkowanego równolegle w Ameryce Północnej. Pojawiły się jednoczęściowe, prostokątne reflektory, a także mniejszy prostokątny wlot powietrza z chromowaną poprzeczką z logo producenta.
Ponadto, General Motors rozpoczęło w 2008 roku także eksport zmodernizowanego Colorado z Tajlandii do Australii i Nowej Zelandii pod lokalną marką Holden jako Holden Colorado.

### Silniki
- L4 2.5l 4JA1-T
- L4 2.5l 4JK1-TC
- L4 3.0l 4JH1-T
- L4 3.0l 4JJ1-TC
- L4 3.0l 4JJ1-TCX

## Druga generacja

### Wersja światowa

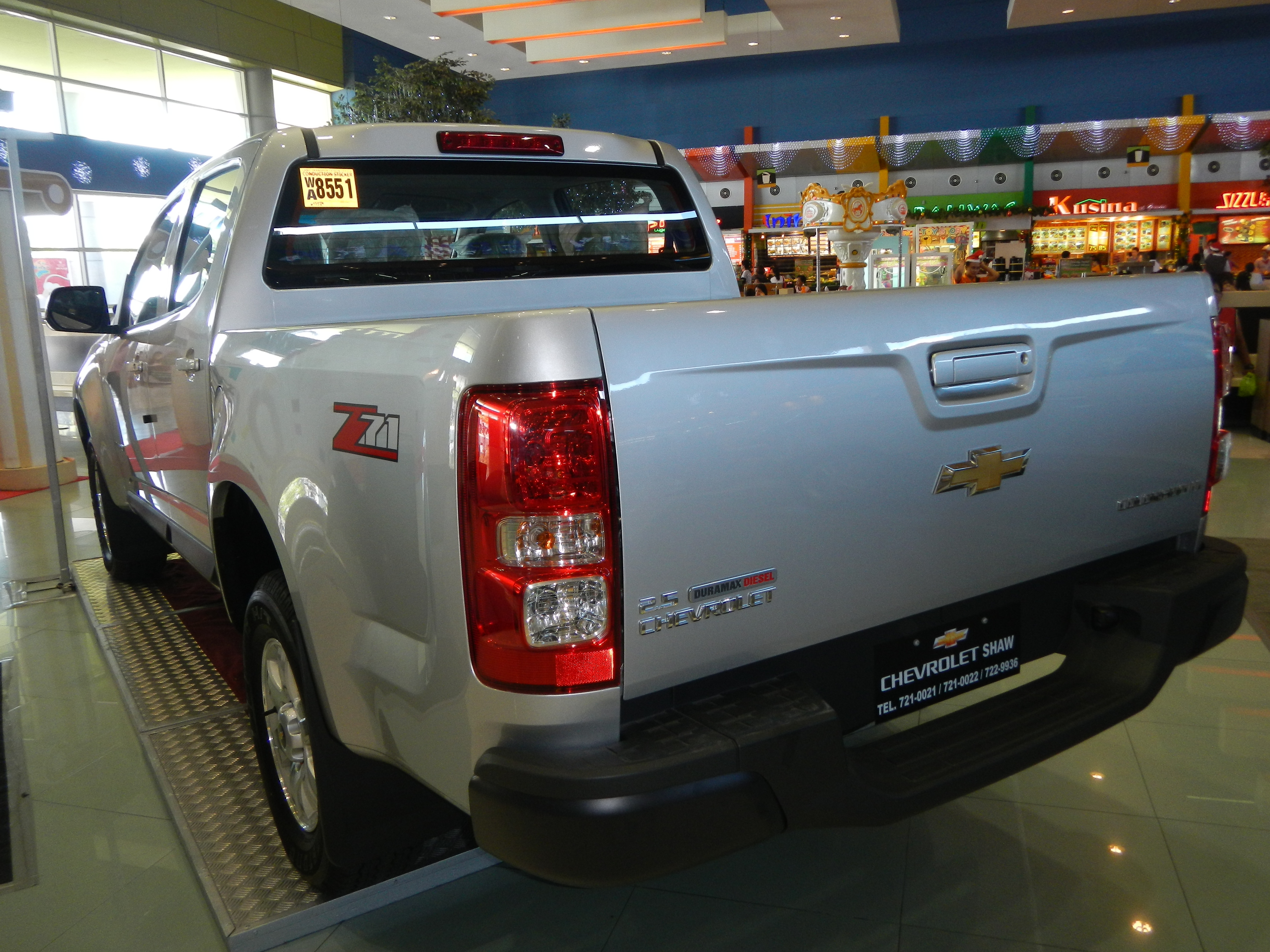
Chevrolet Colorado III - tył

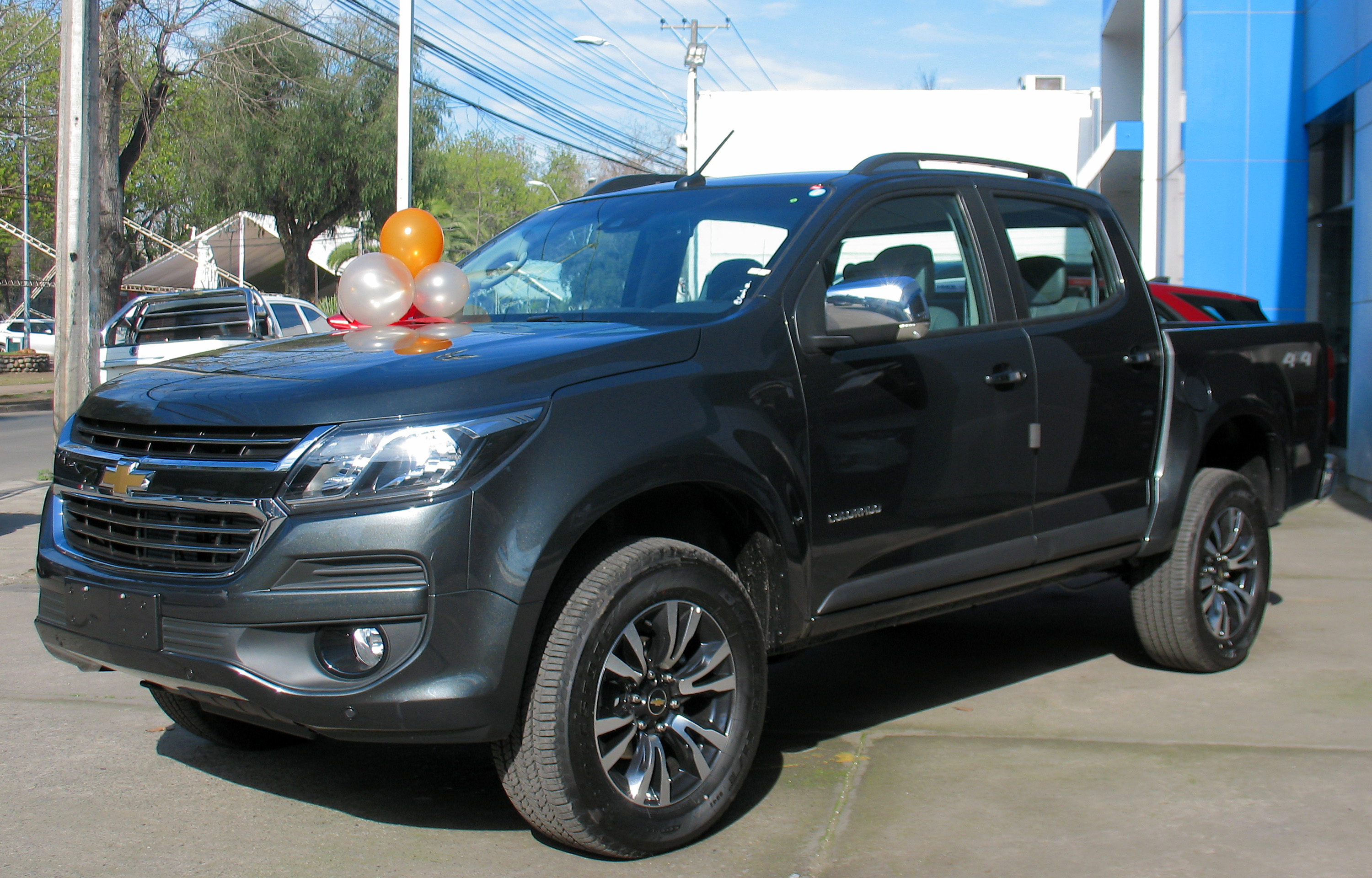
Chevrolet Colorado III po liftingu

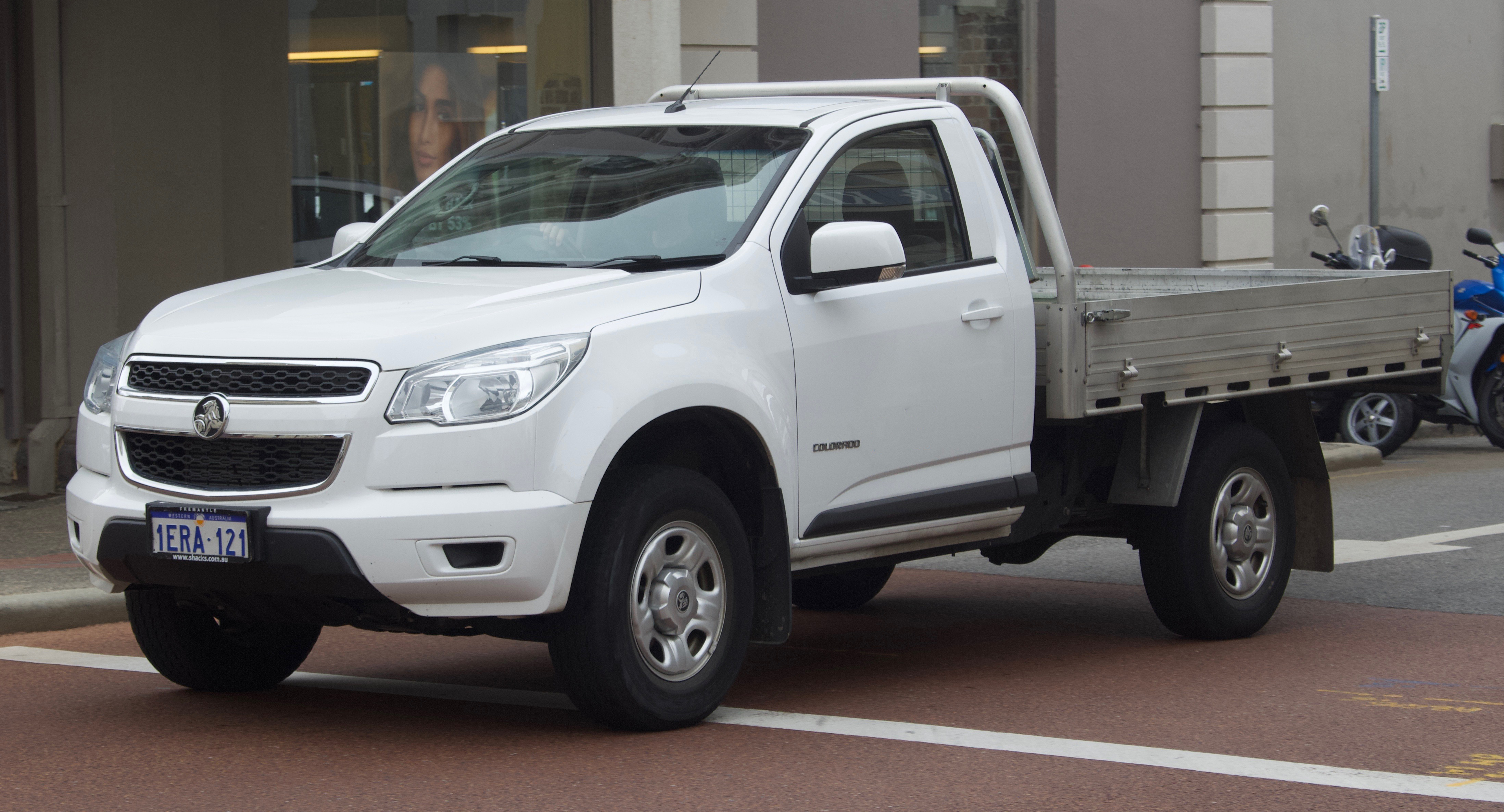
australijski Holden Colorado II

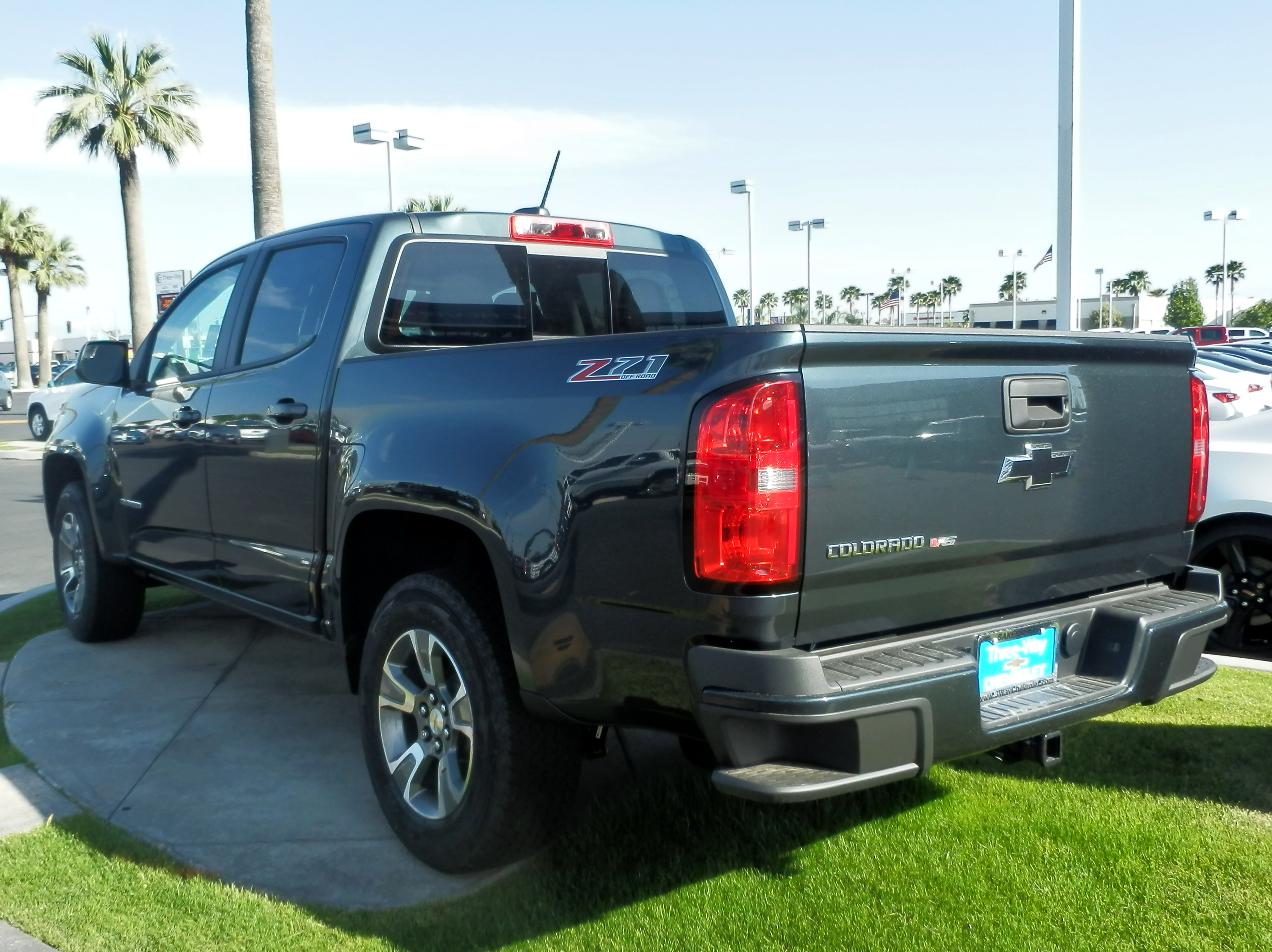
Chevrolet Colorado II - tył

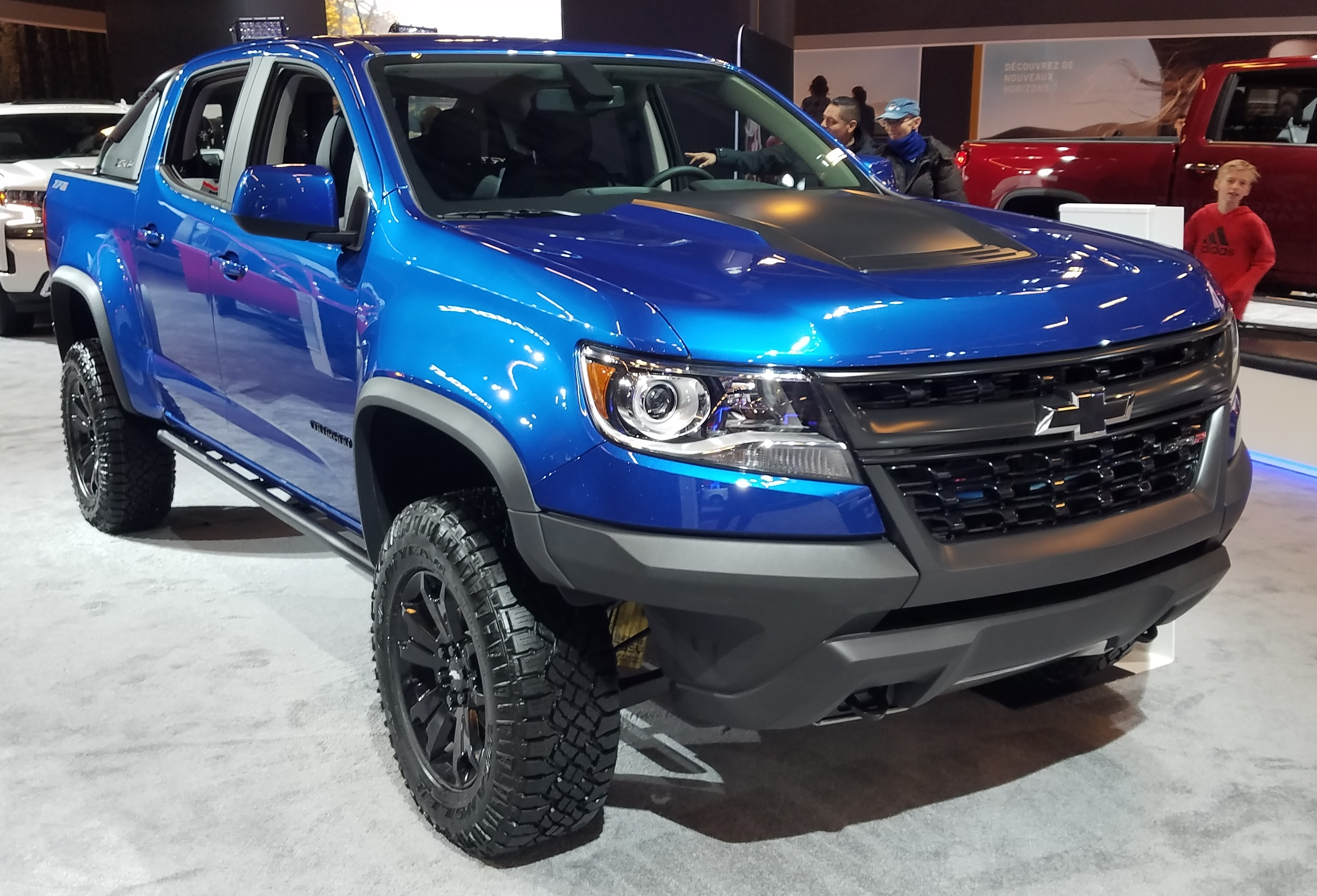
Chevrolet Colorado II ZR2

Chevrolet Colorado II został zaprezentowany po raz pierwszy w 2011 roku.
Po premierze studyjnej zapowiedzi nowej generacji tajskiej odmiany Colorado w marcu 2011 roku, jesienią tego samego roku przedstawiono seryjną postać podczas wystawy samochodowej w Bangkoku.
Samochód powstał od podstaw jako nowa konstrukcja koncernu General Motors ponownie zbudowana we współpracy z Isuzu wyróżniając się dużymi, ostro zarysowanymi reflektorami oraz dużym wlotem powietrza przedzielonym poprzeczką w kolorze nadwozia. Ponadto, nadwozie stało się masywniejsze i zyskało wyżej poprowadzoną linię okien.

### Lifting
W sierpniu 2016 roku Chevrolet przedstawił Colorado po obszernej modernizacji, w ramach której samochód zyskał bardziej agresywnie stylizowany pas przedni z ostrzej zarysowanymi reflektorami, a także większym i szerszym grillem. Ponadto, samochód zyskał też nowy kokpit z wyżej umieszczonymi nawiewami i dużym ekranem systemu multimedialnego.

### Sprzedaż
W przeciwieństwie do poprzednika, druga generacja produkowanego w Tajlandii Colorado została modelem globalnym oferowanym także w krajach Azji Wschodniej, Bliskiego Wschodu oraz Indii. Ponadto, samochód trafił także do produkcji w Brazylii jako Chevrolet S-10, a także na eksport do Australii i Nowej Zelandii pod lokalną marką Holden jako Holden Colorado.

### Koniec produkcji
17 lutego 2020 roku General Motors oprócz ogłoszenia kontrowersyjnej decyzji w sprawie likwidacji australijskiej marki Holden, amerykański koncern poinformował także o wycofaniu się ze wszystkich innych rynków lewostronnych, na czele z Tajlandią. Z decyzją wiązała się informacja, iż fabryka Chevroleta w Rayong do końca 2020 roku będzie wytwarzać modele Colorado i Trailblazer, po czym zakończy działalność w dotychczasowym kształcie i zostanie sprzedana chińskiemu Great Wall Motors.
W ten sposób, poczynając od 2021 roku nazwa Colorado znika z rynków globalnych, a jedynym rynkiem, na którym dostępny jest średniej wielkości pickup Chevroleta, pozostaje już tylko Ameryka Południowa, gdzie model nosi inną nazwę - S-10.

### Silniki
- L4 2.4l Flexpower
- L4 2.5l EcoTec
- L4 2.5l Duramax
- L4 2.8l Duramax
- V6 3.6l High Feature

### Wersja północnoamerykańska
Chevrolet Colorado II został zaprezentowany po raz pierwszy w 2013 roku.
W sierpniu 2013 roku północnoamerykański oddział General Motors ogłosił, że po półtorarocznej przerwie do lokalnego portfolio Chevroleta powróci model Colorado. Oficjalna premiera odbyła się 3 miesiące później, ukazując głęboko zmodyfikowany na potrzeby lokalnego rynku globalny model Colorado produkowany w Tajlandii, zyskując inny, masywniejszy pas przedni z większymi, bardziej kanciastymi reflektorami, a także większym wlotem powietrza.
Produkcja i sprzedaż północnoamerykańskiego Colorado rozpoczęła się 9 miesięcy po premierze, w sierpniu 2014 roku jako konkurent m.in. modeli Nissan Frontier i Toyota Tacoma

### Colorado ZR2
W 2016 roku gama modelowa Chevroleta Colorado została poszerzona o topowy, sportowy wariant Colorado ZR2 wyróżniający się podwyższonym, sportowym zawieszeniem, a także bardziej wytrzymałym ogumieniem. Samochód był napędzany 3,6-litrowym silnikiem V6 o mocy 308 KM.

### Lifting
W kwietniu 2020 roku Chevrolet przedstawił model Colorado po obszernej restylizacji, która przyniosła zmodyfikowane zderzaki, a także inaczej ukształtowaną poprzeczkę na atrapie chłodnicy nawiązującą do większego modelu Silverado.

### Silniki
- L4 2.5l EcoTec
- L4 2.8l Duramax
- V6 3.6l LFX

## Trzecia generacja

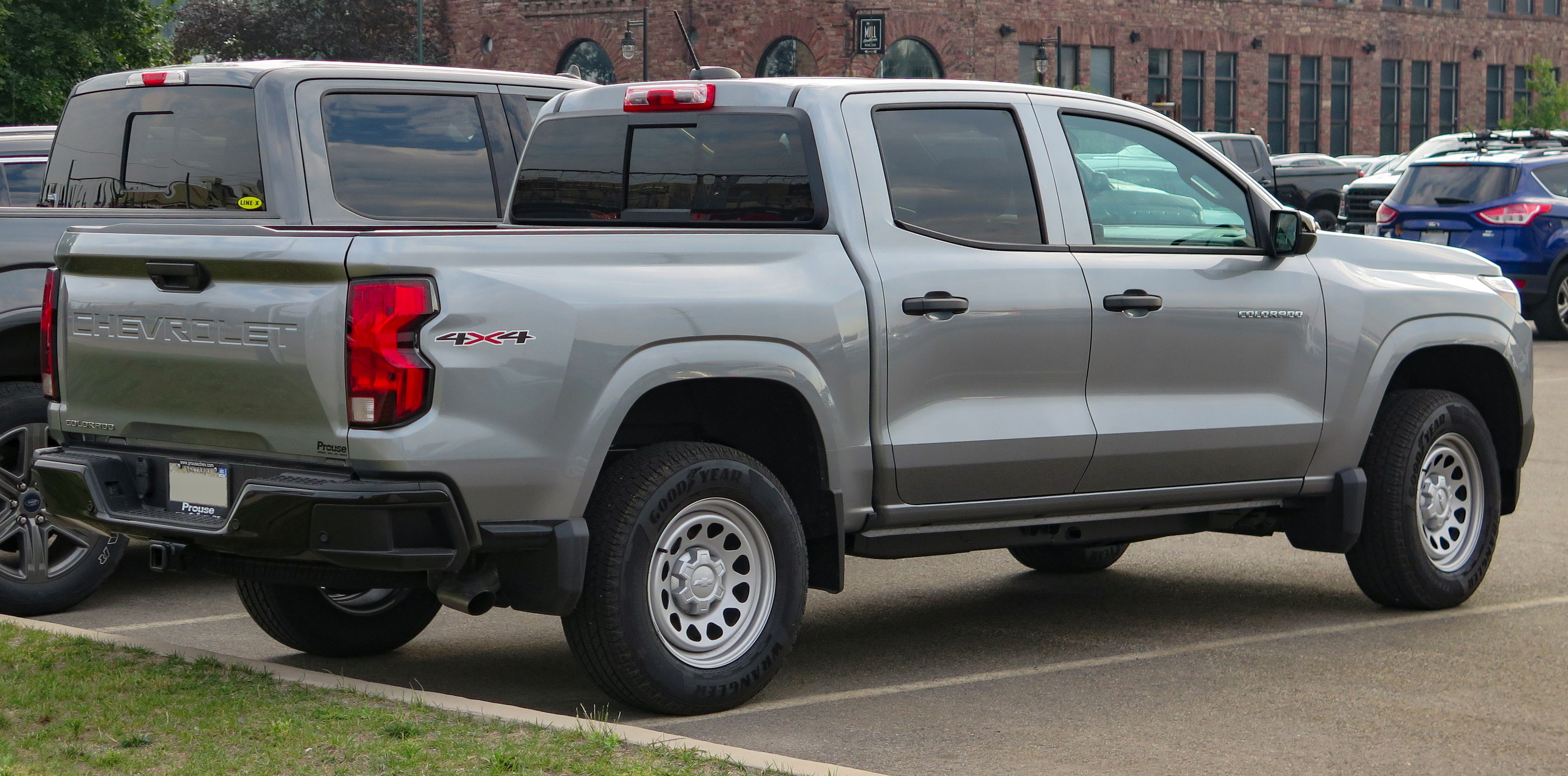
Chevrolet Colorado III - tył

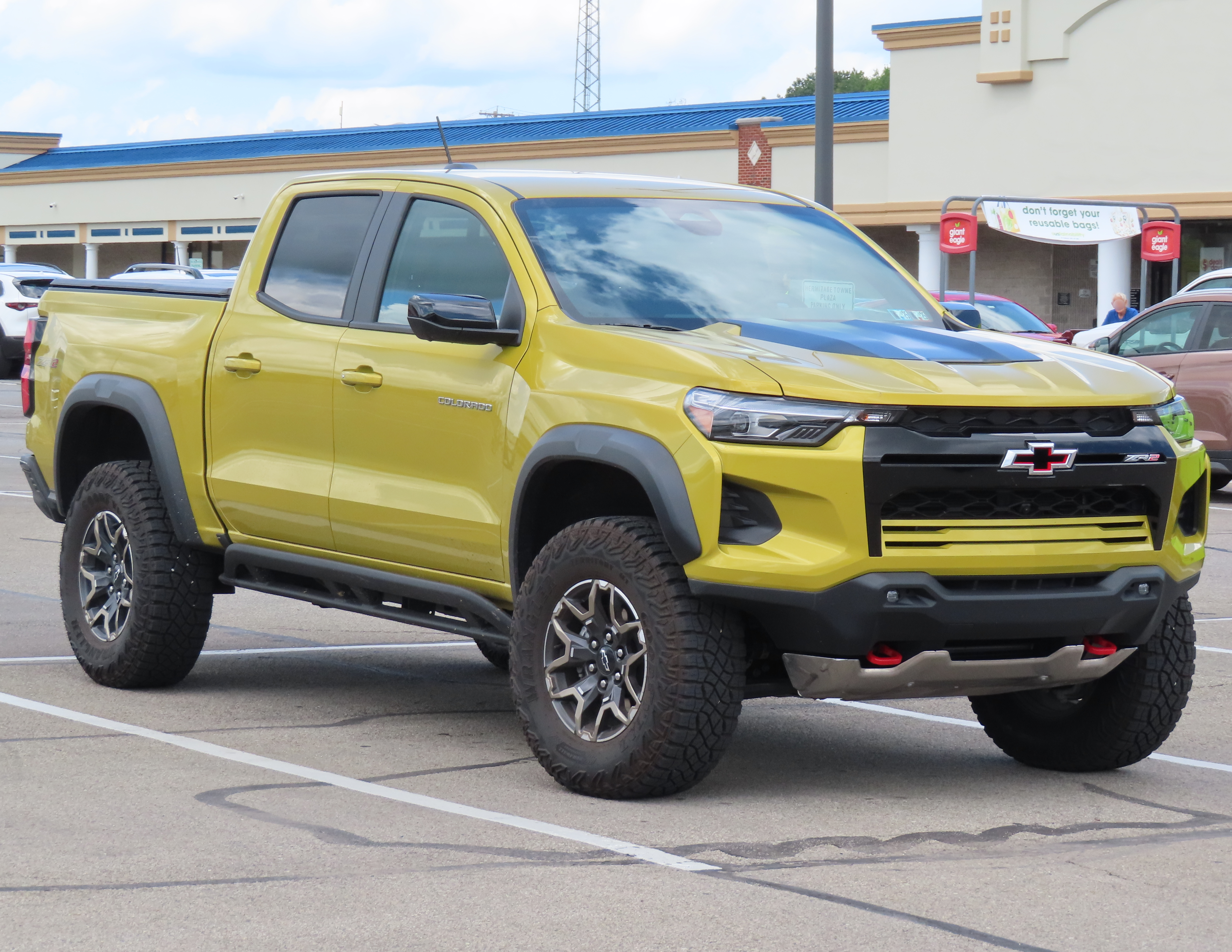
Chevrolet Colorado III ZR2

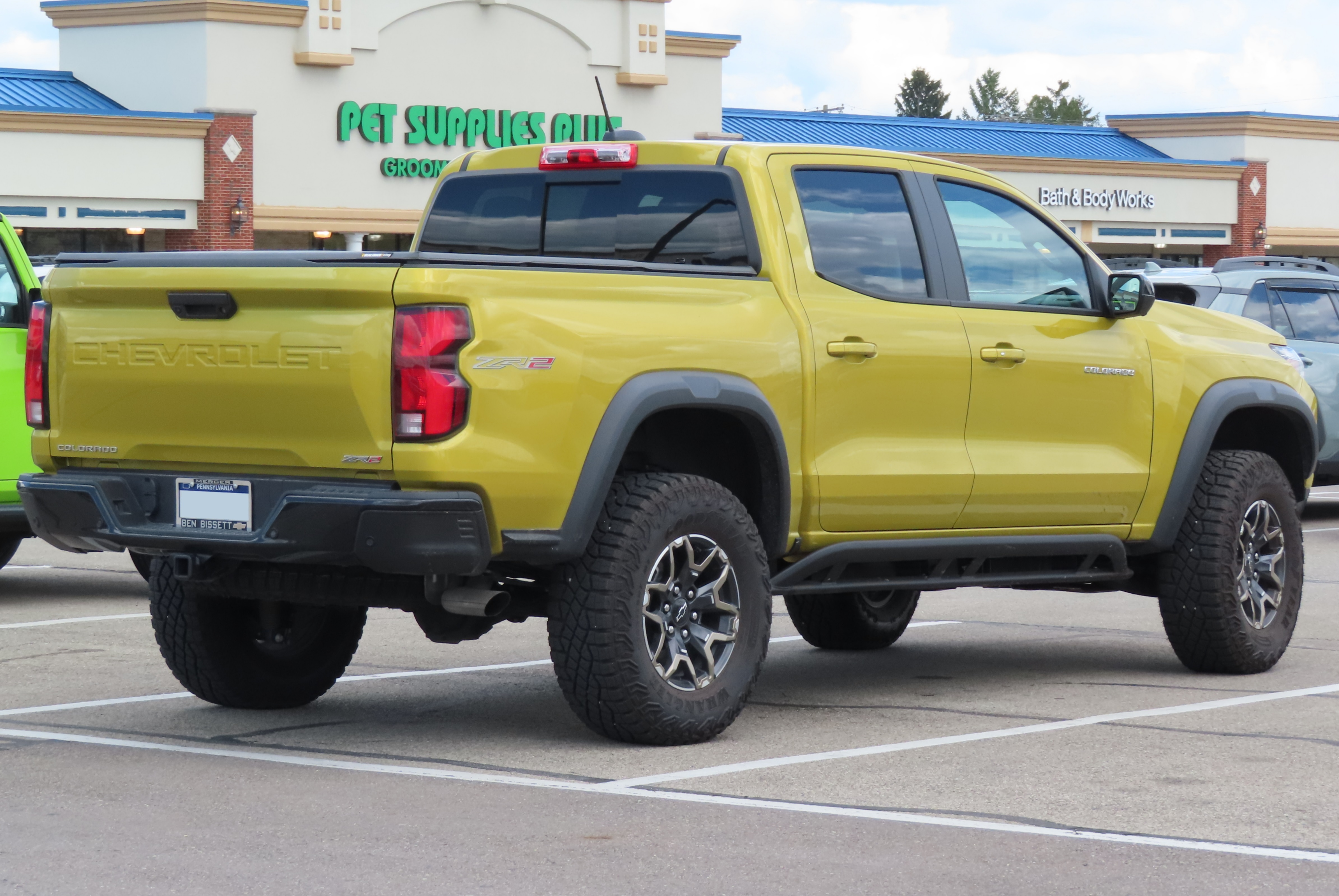
Chevrolet Colorado III ZR2 - tył

Chevrolet Colorado III został zaprezentowany po raz pierwszy w 2022 roku.
Po 8 latach produkcji dotychczasowej generacji, Chevrolet opracował zupełnie nową odsłonę swojego średniej wielkości pickupa. Samochód powstał na dłuższej platformie, zyskując bardziej masywną i wyrazistą sylwetkę wzbogaconą o liczne przetłoczenia i wybrzuszenia. Pas przedni otrzymał agresywne, wysoko osadzone reflektory, z kolei stylizacja zderzaków i atrapy chłodnicy została uzależniona od pakietu stylistycznego i związanego z tym wariantu wyposażenia, na czele z topowymi Z71 i Trail Boss.
Kompleksowe zmiany przeszła także kabina pasażerska, która zamiast surowego wzornictwa poprzednika z pionowo ściętą, masywną deską rozdzielczą zyskała scyfryzowany, nowocześniejszy projekt nawiązujący do SUV-ów Chevroleta. Cyfrowe zegary sąsiadują w tym układzie z 11,3-calowym ekranem dotykowym systemu multimedialnego, a przyrządy uproszczono i osadzono niżej.
Po raz pierwszy gamę jednostek napędowych Colorado nie wzbogaciła jednostka wysokoprężna. Zamiast tego, Chevrolet skoncentrował się na rodzinie czterocylindrowych, 2,7-litrowych turbodoładowanych jednostek benzynowych. Wariant mocy to 237 KM lub 310 KM w przypadku topowego, wyczynowego Trail Boss.

### Sprzedaż
Początek produkcji i sprzedaży Chevroleta Colorado trzeciej generacji został wyznaczony na drugą połowę 2023 roku z ograniczeniem do amerykańskich zakładów w Wentzville. Samochód opracowano głównie z myślą o rynkach Ameryki Północnej na czele z rodzimymi Stanami Zjednoczonymi, jednak tym razem pojazd w tej specyfikacji może zostać ujednolicony z brazylijskim odpowiednikiem znanym tam pod nazwą Chevrolet S-10.

### Silniki
- R4 2.7l Turbo 237 KM
- R4 2.7l Turbo 310 KM